# Giro d'Italia de 1937

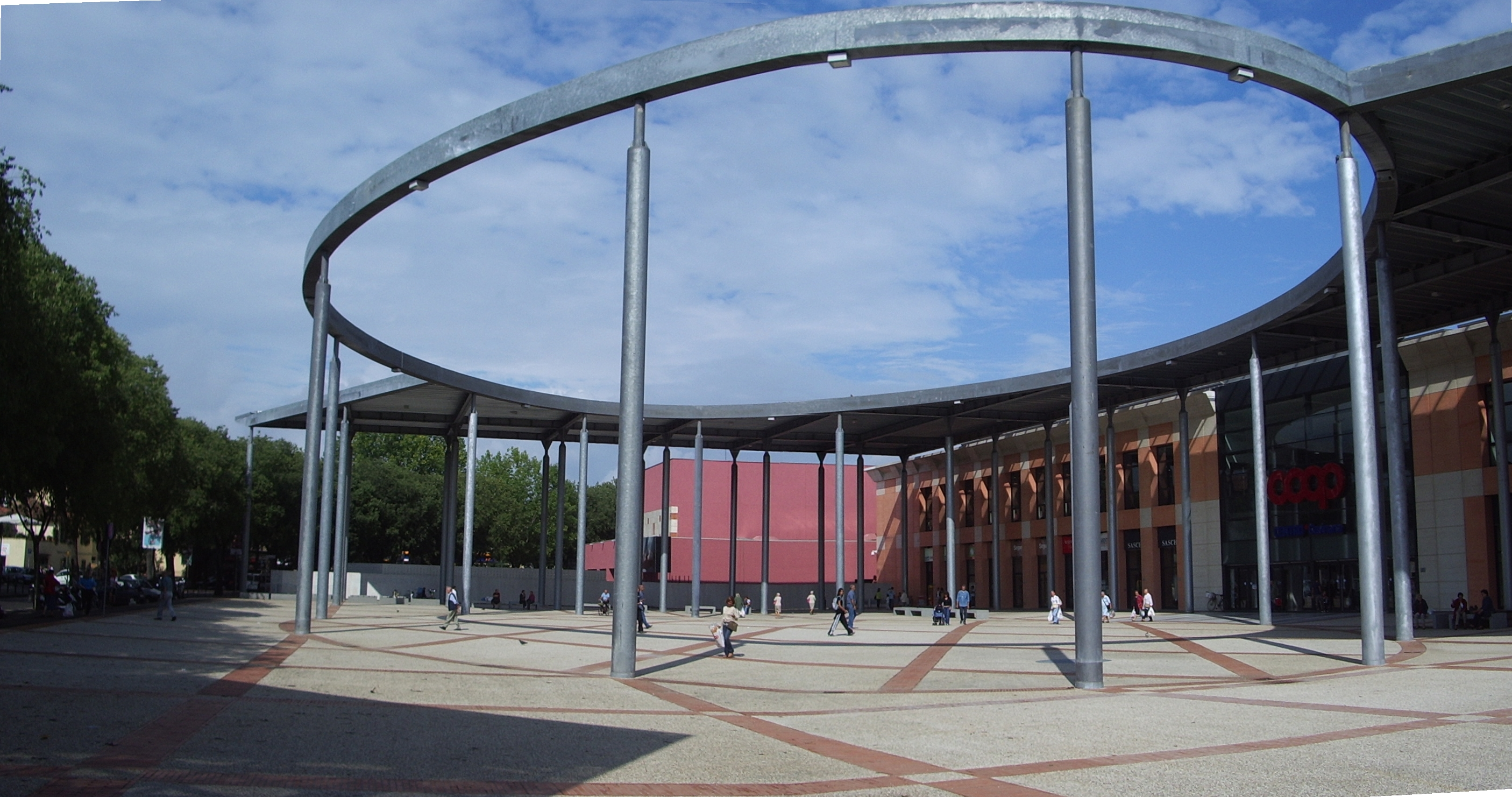
Praça Gino Bartali, em Florença, Itália.

Giro d'Italia de 1937 foi a vigésima quinta edição da prova ciclística Giro d'Italia (Corsa Rosa), realizada entre os dias 8 e 30 de maio de 1937.
A competição foi realizada em 19 etapas com um total de 3.840 km.
O vencedor foi o ciclista Gino Bartali. Largaram 93 competidores cruzaram a linha de chegada 41 corredores.